# Албынжи

Обложка издания эпоса 1951 года

«Албынжи» (хак. Албынҷы) — один из многочисленных памятников эпического жанра устной народной поэзии хакасов (хакасский героический эпос).

## История изучения
Эпос впервые был записан в 1948 году сотрудниками Хакасского научно-исследовательского института Д. И. Чанковым и В. И. Доможаковым от хакасского охотника и потомственного народного сказителя (хайджи) С. П. Кадышева (род. в 1885 году) из аала Трошкин Ширинского района Хакасской автономной области Красноярского края. Сказитель исполнял героические сказания речитативом под аккомпанемент струн чатхана, древнего народного струнного инструмента.
"Албынжи" оригинален по форме и содержанию, поскольку не героизирует ратные походы, называя их тщеславным стремлением батыра щегольнуть своей бессмысленной храбростью. Этим эпос во многом отличается от прочих литературных памятников других тюркоязычных народов Сибири и Средней Азии. Эпос хакасов проносит мысль об оседлой, созидательной жизни.

## Сюжет
В сказании главным героем является смелый, чистый душою, глубоко любящий свой народ Албынжи — сын богатыря Хулатая. С малых лет он испытал страдания и лишения. Бедняк, не имеющий даже имени, он в поисках народного счастья сумел у чудовищной рыбы Кир-палых выведать тайну волшебного посоха и шарика. Но подосланные врагом простого народа Юзут-Арх—Хара-Нинжи и Очы-Сарх выкрали посох и шарик из юрты Албынжи. В сказании говорится о битве Албынжи и его друзей с ужасным страшилищем Юзут-Арх. В неравном бою смелый Албынжи погибает, но сестра Хулатая, самая умная девушка Чарых-Кеёк воскрешает Албынжи и его друзей. Сказание завершается победой Албынжи над чёрной силой и ликованием освобожденного народа.

### Зачин
| на русском языке | на хакасском языке |
| --- | --- |
| Зарождаться земля начинала тогда, Медь начинала твердеть тогда, Русла в горах пробивали ручьи, Звезды небес загорались в ночи, Деревья корнями за землю брались, Верхушки свои устремляя ввысь. Но выше всех гор в этом месте был Могучий красавец Кирим-тасхыл. От подножья тасхыла, покинув юг, Мчался на север Хан-Харасуг, Хан-Харасуг — звонкий ручей, Приютил ты много хороших людей, Напоил ты немало степных табунов, Хан-Харасуг — сын земных пластов, Разгульная сила в твоих волнах, Счастливая жизнь на твоих берегах. | Чирі пасти пӱдерде полды, Чизі пасти тазарда полды. Ағын суғлар ағыпчададыр, Ағас тазы хада ӧзіп, Хастах пастығ час тайға Анда мондылыпчададыр. Чир пӧзігі Кирім сын Ӧзіп парыбысхан турчададыр. Кирім сынның алтынаң Хан Хара суғ харлап, Анда ахчададыр. Хастах пастығ час тайғаның тастында, Харлап аххан Хан Хара суғны хастада Халых албат чон чуртап, Хайынызып, анда ибірілісчедедір. |

## Постановки и исполнения
Спектакли по мотивам эпоса неоднократно ставились на сцене Хакасского драматического театра. Театральное представление «Албынжи» в исполнении Максима Султрекова стало частью многочисленных мероприятий, которые были посвящены Году хакасского эпоса в республике в 2021 году.

### Издания эпоса
- Сказитель С. П. Кадышев. АЛБЫНЖИ: Хакасское героическое сказание / Лит. пер. И. Кычакова; Предисл. В. Доможакова. — Абакан: Хакасское областное государственное издательство, 1951. — 112 с.
  - Сказитель С. П. Кадышев. АЛБЫНЖИ: Хакасское героическое сказание / Лит. пер. И. Кычакова; Предисл. В. Доможакова. — Красноярск: Книжное издательство, 1984. — 112 с.
- Албынжи (две главы сказания) (хак. ) // Огни Хакасии. — 1950. — № 3. — С. 169-176.
- Албынжи: Алып хан на бело-буланом коне // Героические сказания. — Абакан, 1951. — С. 11-98, 157-234.
- Албынжи (хакасский эпос) // Героический эпос народов СССР. Том 1 / перевод И. Кычакова. — М.: Художественная литература, 1975. — С. 461-532. — 560 с. — (Библиотека всемирной литературы. Серия первая: Литература до XVIII века). — 303 000 экз.
- Албынжи (в первичной записи «Айдолай») : сказание // Героический эпос хакасов и проблемы изучения : исследование и приложение / Трояков П. А. — Абакан, 1991. — С. 272‒308.